# Roger Turner
Pour les articles homonymes, voir Turner.
Roger Félix Turner, né le 3 mars 1901 à Milton et mort le 29 octobre 1993 à Walpole, est un patineur artistique américain. Il est notamment double médaillé d'argent aux championnats du monde de 1930 et 1931.

## Biographie

### Carrière sportive
Roger Turner est septuple champion des Etats-Unis de 1928 à 1934. Il détient le record du nombre de victoires consécutives des championnats américains dans la catégorie Messieurs, à égalité avec Dick Button.
Sur le plan international, il est double médaillé d'argent aux championnats nord-américains de 1929 et 1937, mais surtout il est double vice-champion du monde en 1930 et 1931.
Il a également fait du patinage par couples avec Polly Blodgett avec qui il obtient la médaille d'argent des championnats américains de 1936.

### Hommage
Roger Turner est intronisé au Temple de la renommée du patinage artistique des États-Unis en 1994. Il était membre du Skating Club of Boston.

## Palmarès
En couple artistique avec deux partenaires :
- Polly Blodgett (3 saisons : 1935-1937)
- Nancy Follett (1 saison : 1940)

| Compétitions en individuel                                                               | 1927 | 1928 | 1929 | 1930 | 1931 | 1932 | 1933 | 1934 | 1935 | 1936 | 1937 | 1938 | 1939 | 1940 |
| Jeux olympiques d'hiver                                                                  |      | 10e  |      |      |      | 6e   |      |      |      |      |      |      |      | JA   |
| Championnats du monde                                                                    |      | 5e   |      | 2e   | 2e   | 5e   |      |      |      |      |      |      |      | CA   |
| Championnats d'Amérique du Nord                                                          | 3e   |      | 2e   |      |      |      | F    |      | 4e   |      | 2e   |      |      |      |
| Championnats des États-Unis                                                              | 2e   | 1er  | 1er  | 1er  | 1er  | 1er  | 1er  | 1er  | 2e   | 4e   | F    |      |      |      |
|                                                                                          |      |      |      |      |      |      |      |      |      |      |      |      |      |      |
| Compétitions en couples                                                                  | 1927 | 1928 | 1929 | 1930 | 1931 | 1932 | 1933 | 1934 | 1935 | 1936 | 1937 | 1938 | 1939 | 1940 |
| Championnats d'Amérique du Nord                                                          |      |      |      |      |      |      |      |      | 6e   |      |      |      |      |      |
| Championnats des États-Unis                                                              |      |      |      |      |      |      |      |      | 4e   | 2e   | 4e   |      |      | 4e   |
| Légende : F = Forfait ; JA = Jeux olympiques d'hiver annulés ; CA = Championnats annulés |      |      |      |      |      |      |      |      |      |      |      |      |      |      |